# ويليام ميلر (فيزيائي)
ويليام ميلر (بالإنجليزية: William Hallowes Miller)‏  (و. 1801 – 1880 م) هو فيزيائي، وأستاذ جامعي من ويلز، والمملكة المتحدة لبريطانيا العظمى وأيرلندا، وكان عضوًا في الجمعية الملكية، والأكاديمية الروسية للعلوم، والأكاديمية الأمريكية للفنون والعلوم، والأكاديمية البروسية للعلوم، توفي في كامبريج، عن عمر يناهز 79 عاماً.

## التعليم
تعلم في كلية سانت جونز.

## جوائز
حصل على جوائز منها:
- قلادة ملكية (1870)
- قلادة ملكية
- زميل في الجمعية الملكية
- زمالة الجمعية الملكية لإدنبرة.

## روابط خارجية
- ويليام ميلر على موقع الموسوعة البريطانية (الإنجليزية)